# Piotr Brożyna
Piotr Brożyna (né le 17 février 1995 à Zakopane) est un coureur cycliste polonais. C'est le fils de Tomasz Brożyna, également ancien cycliste professionnel.

## Biographie
Il rejoint l'équipe continentale professionnelle CCC Sprandi Polkowice pour la saison 2015,.
En 2020,il se classe cinquième du championnat de Pologne du contre-la-montre. Il est également sélectionné pour représenter son pays aux championnats d'Europe de cyclisme sur route organisés à Plouay dans le Morbihan. Il abandonne lors de la course en ligne.

## Palmarès
- 2014
  -  Champion de Pologne sur route espoirs
  - Circuito Nuestra Señora del Portal
  - 2e du Tour d'Ávila
  - 3e du San Roman Saria
- 2016
  - 3e du championnat de Pologne sur route espoirs
- 2017
  - 3e du Tour de Slovaquie
- 2020
  - Prologue du Tour of Malopolska
  - 3e du Tour of Malopolska
- 2021
  - 3e du championnat de Pologne de la montagne
- 2024
  - Tour de Maurice : 
    - Classement général
    - 2e étape

## Classements mondiaux
| Année                                 | 2015  | 2016  | 2017 | 2018  | 2019 | 2020 | 2021 | 2022  | 2023 | 2024  |
| ------------------------------------- | ----- | ----- | ---- | ----- | ---- | ---- | ---- | ----- | ---- | ----- |
| Classement mondial                    |       | 2604e | 662e | 1271e | 801e | 376e | 802e | 2117e | 686e | 1080e |
| UCI Europe Tour                       | 1204e | 1754e | 446e | 1684e | 584e | 308e | 620e | 1327e | nc   | nc    |
| UCI Asia Tour                         | nc    | nc    | 557e | 261e  |      |      |      |       |      |       |
|                                       |       |       |      |       |      |      |      |       |      |       |
| Légende : nc = non classéSource : UCI |       |       |      |       |      |      |      |       |      |       |